# 357243 Jefferies
357243 Jefferies este o planetă minoră (asteroid) din centura de asteroizi. A fost descoperită pe 18 octombrie 2011 la Haleakalā Observatory⁠(d) de . 
Obiectul prezintă o orbită caracterizată de o semiaxă mare de 2,6018416182739 UAi, o excentricitate de 0,16373808625534, o înclinație de 14,441250056493 ° în raport cu ecliptica.